# 普拉公民宮

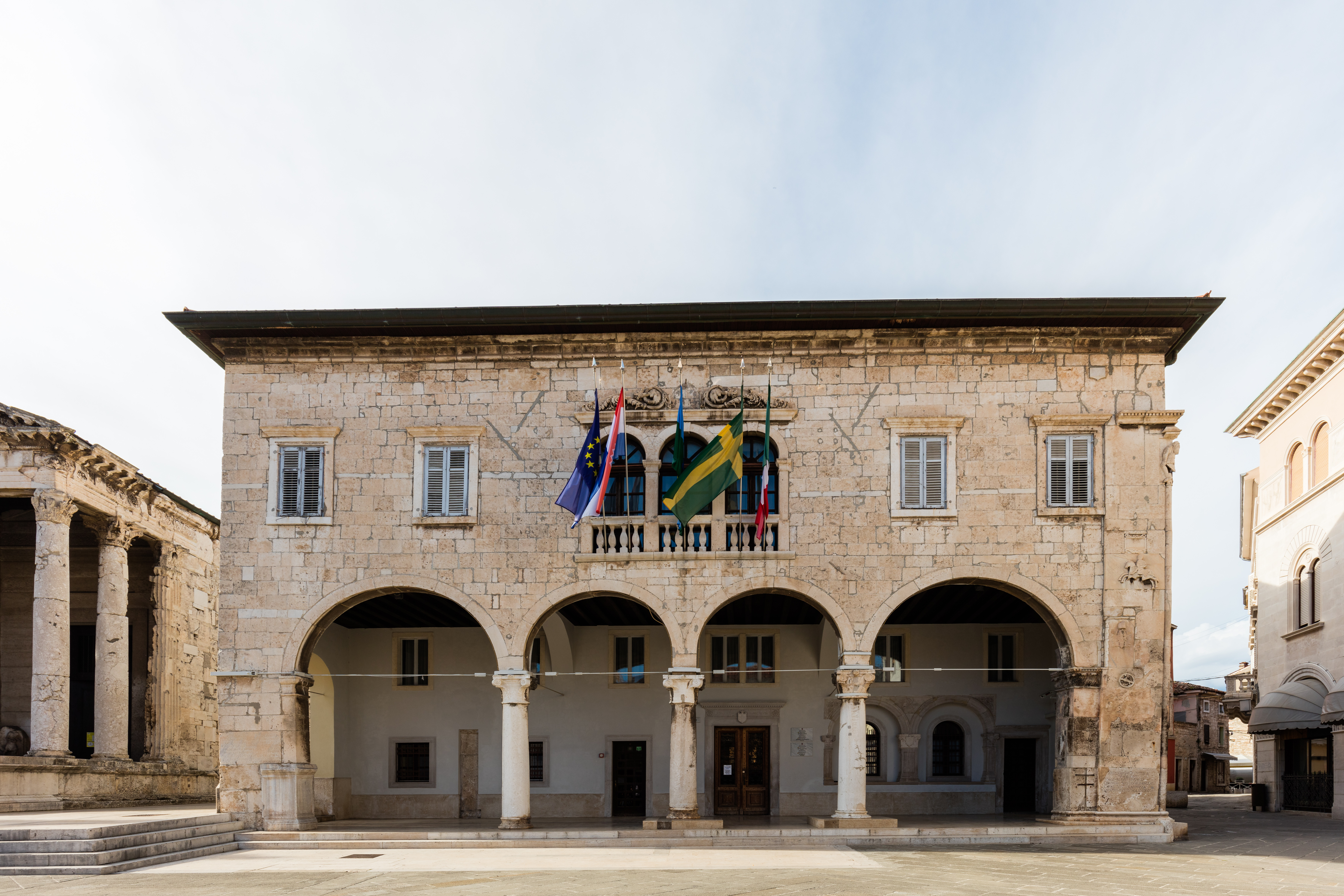
普拉公民宮

普拉公民宮是克羅埃西亞城市普拉的地方政府辦公地點，位於普拉市中心的論壇廣場。普拉公民宮的所在地自古羅馬時代開始就用於公共建築，當時這裡曾建有神廟。隨著普拉城市規模的擴大，城市開始需要一座市政廳。市政廳竣工於1296年，為哥特式建築，使用了古羅馬建築的材料。此後公民宮多次重建。15世紀後期，該建築以文藝復興風格重建。17世紀，該建築再重建為巴洛克風格。19世紀和20世紀，普拉公民宮也進行了數次重建。最近一次重建是在1988年。

## 外部連結
- 维基共享资源上的相關多媒體資源：普拉公民宮
- The site about Communal Palace (in English) （页面存档备份，存于）